# کینور
کینور (به انگلیسی: Kinver) یک روستا و محله مدنی در بریتانیا است که در South Staffordshire واقع شده‌است. کینور ۷٬۲۲۵ نفر جمعیت دارد.